# La suora giovane
La suora giovane è un romanzo breve di Giovanni Arpino (1927-1987) pubblicato a Torino da Einaudi nel 1959.
Nel 1960 il romanzo raggiunge la finale del Premio Strega, poi attribuito a Carlo Cassola. È stato tradotto in inglese, francese, tedesco, svedese e spagnolo.
Secondo Eugenio Montale, questo romanzo «è un racconto lungo che ha tutta l'aria di essere un capolavoro del suo genere».

## Trama
Gli avvenimenti, raccontati sotto forma di diario, si svolgono in un gelido inverno torinese e vanno dal 10 dicembre 1950 al 2 gennaio 1951.
Il protagonista è Antonio Mathis, un ragioniere quarantenne celibe, che vive da solo a Torino e lavora in una ditta di esportazioni e importazioni trascorrendo una vita vuota e conformista della cui condizione alienante è pienamente consapevole.
La vita di Antonio cambia improvvisamente quando incontra Serena, una giovane suora della quale si innamora; anch'essa è vittima di un conflitto interiore, poiché ha preso il velo solo per evadere dalla dura vita della campagna; inoltre ha scelto di assistere i malati per non dover stare tutto il tempo in convento. Sullo sfondo di questo anomalo amore, la città di Torino, con le sue fabbriche, il suo Lungo Po immerso nella nebbia, i tram d'altri tempi e le sirene di una caserma.
Antonio conosce Serena sul tram n. 21, che transita nei pressi della chiesa della Gran Madre: attratto dalla giovane, per mesi l'aspetta alla stessa fermata, perdendo anche le corse per aspettare il suo arrivo, e gli sembra che lei faccia lo stesso; una sera trova nella cassetta delle lettere un'immagine di sant'Antonio, ed è sicuro che sia stata lei a fargliela avere. Alla fine ha il coraggio di parlarle, chiedendole il permesso di dirle buonasera; lei si dimostra sicura, gli risponde subito col tu e lo invita nella casa dove fa l'infermiera di notte per un avvocato novantenne in agonia. Parlano a lungo e lei gli racconta di avere diciannove anni e di non avere ancora preso i voti; è originaria di Mondovì ed è in convento per volontà della famiglia. Serena, poiché in convento non le danno denaro, chiede ad Antonio di procurarle della carta da lettere e di ricevere per lei a casa sua la posta della famiglia, in modo che non venga letta dalla madre superiora; gli chiede anche un regalo per Natale: un cappello. Si lasciano dandosi appuntamento per l'indomani.
Antonio si sente cambiato e pensa persino che potrebbe sposare Serena, che continua a vedere ogni sera. 
La vigilia di Natale, Antonio si ritrova per la cena con Anna, Iris e Mo, un collega cinquantenne collega piuttosto volgare che porta in ufficio riviste pornografiche. Vanno in uno strano locale in riva a un fiume, gestito da un amico di Mo. Antonio è molto nervoso e non partecipa all'allegria generale, tenta di parlare di Serena ad Iris ma lei non lo sta a sentire; alla fine se ne va lasciando tutti, Mo cerca di fermarlo e lui gli dice della suora. Mo gli dà del matto. Antonio va da Serena, che gli ha dato le chiavi dell'alloggio dove lavora, che è in servizio anche quella notte e rimane contrariata vedendolo nervoso. Le dà il cappello, un basco scozzese, che le ha comprato, ma lei non apre nemmeno il pacco. Si lasciano prima del solito.
A Natale Anna cerca di chiamarlo, ma lui non risponde alle telefonate. L'appuntamento con Serena è alla solita fermata del tram, ma lei non si presenta, e nemmeno il giorno seguente. Non ha più le chiavi e non osa telefonare a casa dell'avvocato, così non riesce ad avere notizie.
Poi Antonio scopre che dall'avvocato va un'altra suora e teme che Serena sia stata scoperta. Litiga al telefono con Anna e le dice che vuole interrompere la loro relazione, lei si arrabbia e riattacca. Passa qualche giorno nervoso, vagando nei pressi del convento di Serena sperando, inutilmente, di rivederla.
Infine Antonio all'inizio di gennaio si decide ad andare a Mondovì, per chiedere notizie di Serena ai suoi genitori, di cui conosce l'indirizzo dalle lettere. Viene accolto come persona conosciuta, e così scopre che Serena aveva detto tutto ai genitori, sperando che lui si decidesse presto a chiederle di sposarlo; speravano che lui leggesse le lettere tra Serena e la famiglia, ma Antonio non l'ha mai fatto. Allora Serena, non vedendolo decidersi, ha chiesto il trasferimento a Ferrara.
I genitori di Serena, che vivono in un sobborgo, si lamentano con Antonio della dura vita di campagna; poi il padre lo accompagna in stazione, con un calesse, e gli racconta che Serena è diventata suora per la fissazione della madre, figlia di commercianti falliti, che sperava così di migliorarne la condizione. Infine il padre chiede ad Antonio se andrà a Ferrara a cercare Serena: Antonio si sente un po' ingannato e offeso, ma pensa che probabilmente andrà a Ferrara, e si ferma a studiare gli orari dei treni.

## Edizioni
- Giovanni Arpino, La suora giovane, Einaudi, Torino 1959
- Giovanni Arpino, La suora giovane, introduzione di Lorenzo Mondo, A. Mondadori, Milano 1973
- Giovanni Arpino, La suora giovane; Gli anni del giudizio, prefazione di Lorenzo Mondo; illustrazioni originali di Sylvie Dausset, Edito Service, Ginevra 1973
- Giovanni Arpino, La suora giovane, Ponte delle Grazie, 2017.

## Adattamento cinematografico
Nel 1964, dal romanzo è stato tratto il film La suora giovane, diretto da Bruno Paolinelli e interpretato da Laura Efrikian nel ruolo di Serena, con le musiche di Teo Usuelli.